# وليام ويتمور ستوري
وليام ويتمور ستوري William Wetmore Story (12 فبراير 1819 – 7 أكتوبر 1895) نحات أمريكي وشاعر ومحرر. 
من منحوتاته تمثال ملاك الحزن الذي أقامه على قبر زوجته في المقبرة البروتستانتية في روما تكريماً لذكراها.

## روابط خارجية
- وليام ويتمور ستوري على موقع الموسوعة البريطانية (الإنجليزية)
- وليام ويتمور ستوري على موقع إن إن دي بي (الإنجليزية)